# ألون كيرنز
ألون كيرنز هو مدون وسياسي بريطاني، ولد في 30 يوليو 1970 في سوانزي في المملكة المتحدة. نشط حزبياً في حزب المحافظين.

## مناصب
- في الانتخابات العامة في المملكة المتحدة 2019، انتخب عضو البرلمان الثامن والخمسين للمملكة المتحدة  [لغات أخرى]‏ عن دائرة فيل أوف غلامورغان وقد انضم خلال فترته النيابية ‏ (12 ديسمبر 2019 – ) للكتلة البرلمانية حزب المحافظين.
- انتخب Secretary of State for Wales [الإنجليزية]‏ (19 مارس 2016 – 6 نوفمبر 2019).
- في انتخابات الجمعية الوطنية الويلزية 2007 [الإنجليزية]‏، انتخب عضو الجمعية الوطنية الويلزية الثالثة ‏ عن دائرة South Wales West (Senedd electoral region) [الإنجليزية]‏ وقد انضم خلال فترته النيابية  [لغات أخرى]‏ (3 مايو 2007 – 30 مارس 2011) للكتلة البرلمانية الحزب الويلزي المحافظ.
- في انتخابات الجمعية الوطنية الويلزية 2003 [الإنجليزية]‏، انتخب عضو الجمعية الوطنية الويلزية الثانية ‏ عن دائرة South Wales West (Senedd electoral region) [الإنجليزية]‏ وقد انضم خلال فترته النيابية  [لغات أخرى]‏ (1 مايو 2003 – 28 مارس 2007) للكتلة البرلمانية الحزب الويلزي المحافظ.
- في انتخابات الجمعية الوطنية الويلزية 1999 [الإنجليزية]‏، انتخب عضو الجمعية الوطنية الويلزية الأولى ‏ عن دائرة South Wales West (Senedd electoral region) [الإنجليزية]‏ وقد انضم خلال فترته النيابية  [لغات أخرى]‏ (6 مايو 1999 – 2 أبريل 2003) للكتلة البرلمانية الحزب الويلزي المحافظ.
- في انتخابات المملكة المتحدة لعام 2010، انتخب عضو البرلمان الخامس والخمسين للمملكة المتحدة  [لغات أخرى]‏ عن دائرة فيل أوف غلامورغان وقد انضم خلال فترته النيابية ‏ (6 مايو 2010 – 30 مارس 2015) للكتلة البرلمانية حزب المحافظين.
- في الانتخابات العامة في المملكة المتحدة 2015، انتخب عضو البرلمان السادس والخمسين للمملكة المتحدة  [لغات أخرى]‏ عن دائرة فيل أوف غلامورغان وقد انضم خلال فترته النيابية ‏ (7 مايو 2015 – 3 مايو 2017) للكتلة البرلمانية حزب المحافظين.
- في الانتخابات العامة في المملكة المتحدة 2017، انتخب عضو البرلمان السابع والخمسين للمملكة المتحدة  [لغات أخرى]‏ عن دائرة فيل أوف غلامورغان وقد انضم خلال فترته النيابية ‏ (8 يونيو 2017 – 6 نوفمبر 2019) للكتلة البرلمانية حزب المحافظين.
- انتخب عضو المجلس الخاص بالمملكة المتحدة  [لغات أخرى]‏.

## وصلات خارجية
- الموقع الرسمي